# 恒久型多目的モジュール

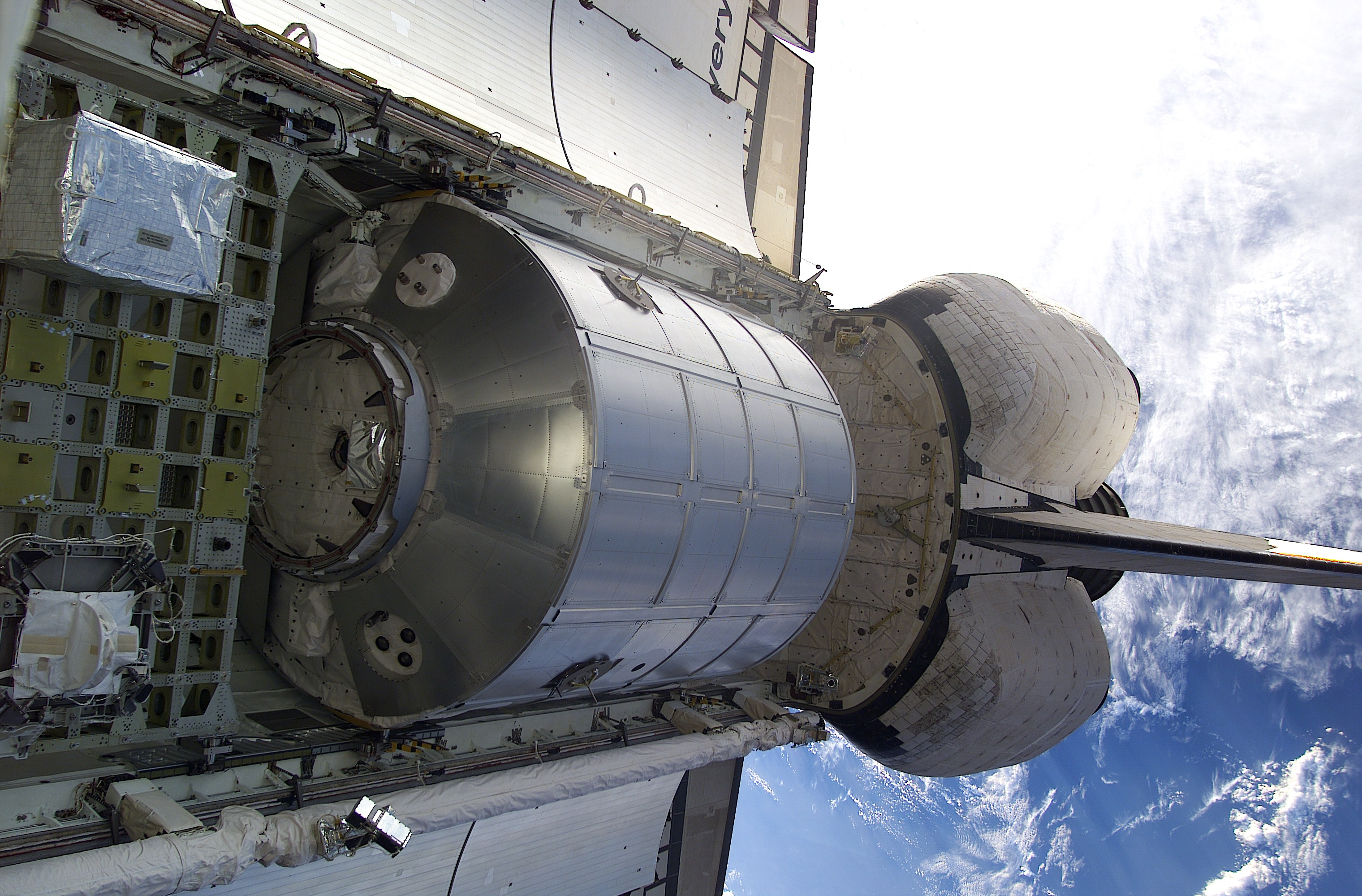
ディスカバリーのペイロードベイに格納されるレオナルド

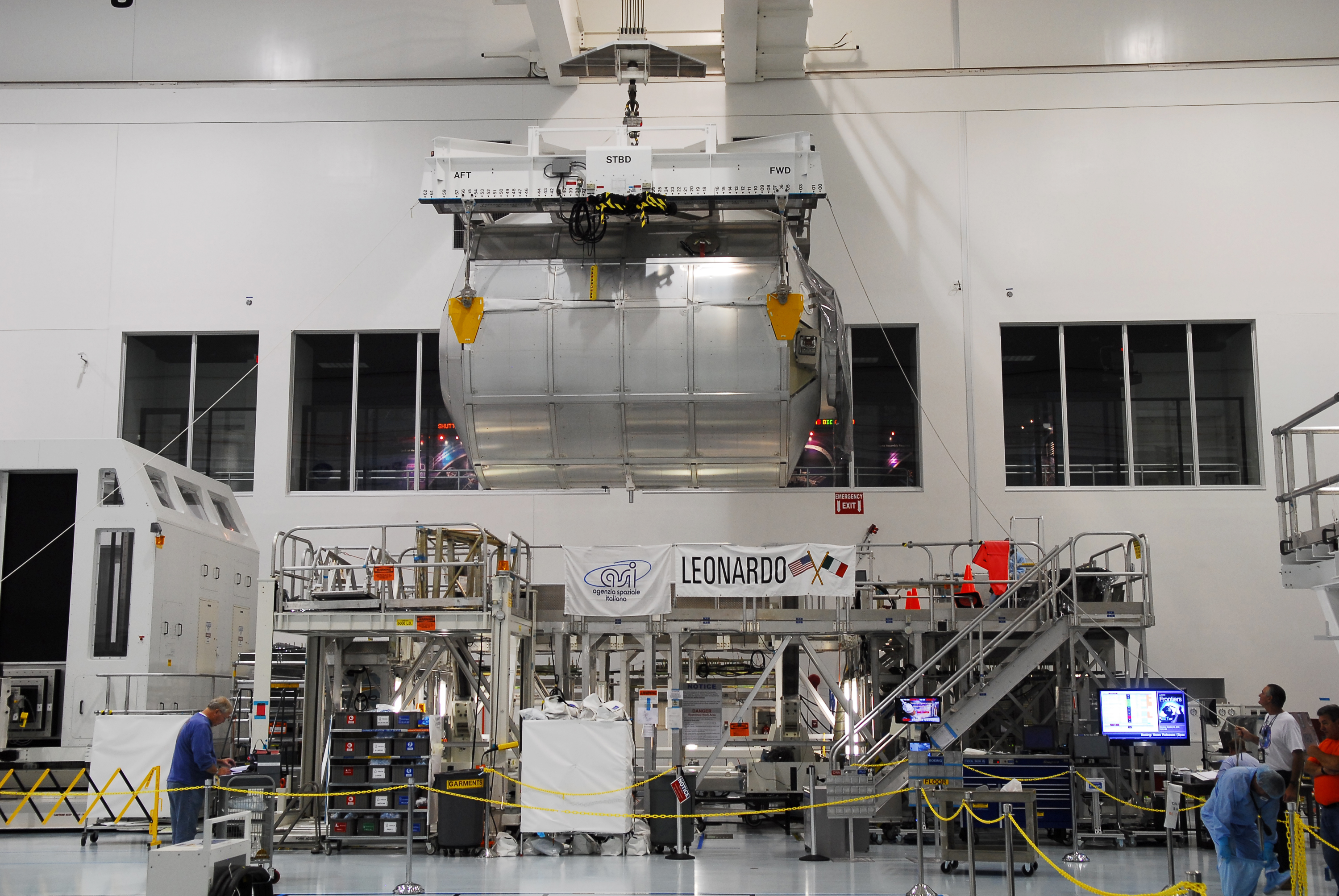
宇宙ステーション整備施設に置かれるレオナルド

恒久型多目的モジュール(Permanent Multipurpose Module、PMM)は、アメリカの与圧モジュールとしては最後に国際宇宙ステーション(ISS)に設置されるモジュールで、2011年2月24日のSTS-133でISSに運ばれた。PMMは、ISS内の様々な場所に保管されていた予備の装置や補給品、廃棄物の保管のための倉庫として用いられる。このPMMは、ISSへの物資運搬に使われていた多目的補給モジュール(MPLM)のレオナルドを恒久設置が可能なようにデブリ耐性を強化するなどして改良したものである。

## かつての提案
当初のヨーロッパの提案では、MPLMドナテロに隕石と宇宙塵から防御するデブリシールド及び冷却システムを実装し、スペースシャトル退役後にISSに係留しておくというものであった。MPLMの改良に要する費用は、ユニット当たり2000万ドルから4000万ドルと見積もられた。その後、このMPLMはPressurized Multipurpose Module (PMM)と呼ばれるようになり、予備の部品や補給品を保管し、補給の間隔を長くすることができるとされた。この提案は、既存の計画を変更することになり、また費用がかかるためにNASAに拒絶された。しかし内部での議論は続けられ、スペースシャトル最後の飛行となるSTS-133でMPLMを恒久的にISSに係留する可能性が検討された。ユナイテッド・ローンチ・アライアンスも、スペースシャトルの退役後に発展型使い捨てロケットでISSの追加のモジュールを打ち上げる提案を公表した。
2009年8月5日、STS-133で1基のMPLMを運び、ISSに残していくことが発表された。2009年10月、PMMに使われるMPLMをレオナルドとしたことが発表された。STS-133は、最後から2番目(その後STS-135が追加されたため3番目となった)のスペースシャトルの打上げで、2011年2月14日に打ち上げられた。PMMは、シャトル・リモート・マニピュレータ・システムとカナダアーム2を使ってユニティの地球側の結合場所へ設置された。

## 改良
STS-131のミッションを終え、2010年4月20日に地球に帰還すると、レオナルドはケネディ宇宙センターの宇宙ステーション整備施設に運ばれ、改良を施された。レオナルドをPMMにするために、+Y grapple fixture (FRGF)の除去、ROFU componentの除去、CBMシールの交換、MMOD shieldの取付け、feed through sealの交換、 visiting vehicle retro-reflectorの取付け等が行われた。